# Galatheascus minutus
Galatheascus minutus är en kräftdjursart som beskrevs av Hilbrand Boschma 1933. Galatheascus minutus ingår i släktet Galatheascus och familjen Peltogastridae. Inga underarter finns listade i Catalogue of Life.